# 10021 Henja
10021 Henja è un asteroide della fascia principale. Scoperto nel 1979, presenta un'orbita caratterizzata da un semiasse maggiore pari a 2,3473812 UA e da un'eccentricità di 0,1736327, inclinata di 11,68534° rispetto all'eclittica.
L'asteroide è dedicato all'enigmista svedese Karin Henja.